# Sher Singh
Sher Singh (Batala, 4 dicembre 1807 – Lahore, 15 settembre 1843) è stato il quarto maharaja dell'impero Sikh.
Era figlio del maharaja Ranjit Singh, il fondatore dell'impero Sikh. Il suo regno durò dal 20 gennaio 1841 al 15 settembre 1843, giorno in cui fu assassinato..

## Gioventù
Sher Singh era figlio del maharaja Ranjit Singh e della maharani Mehtab Kaur. Aveva un fratello gemello più giovane Tara Singh (1807-1859). Nel 1820 Ranjit Singh gli concesse il privilegio di sedere nel durbar e gli conferì onori civili e militari. Dal 1831 al 1834 fu governatore del Kashmir e nel 1834 fu uno dei comandanti dell'esercito che sconfisse gli afghani e  conquistò Peshawar.

## Regno

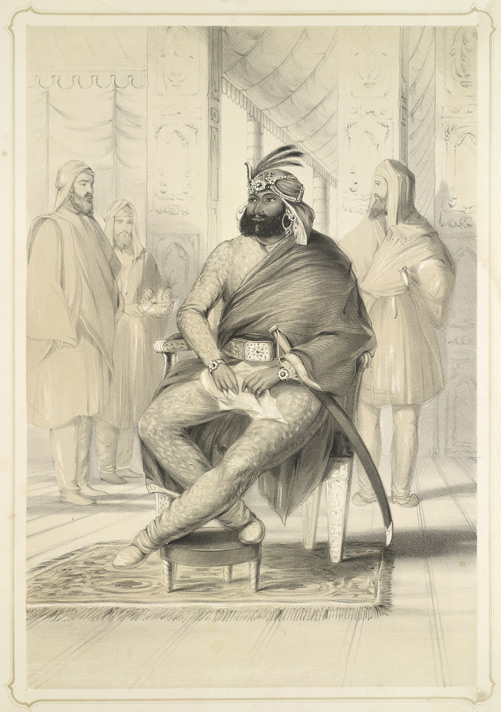
Il majaraja Sher Singh

Dopo l'improvvisa morte del maharaja Nau Nihal Singh, avvenuta il giorno stesso della cremazione del padre, il maharaja Kharak Singh, e dopo il sanguinoso assalto al forte di Lahore che pose fine alla breve reggenza della maharani Chand Kaur, avvenuto il 14 gennaio 1841, Sher Singh fu proclamato maharaja dal suo wazir Dhian Singh Dogra  il 20 gennaio 1841 e incoronato il 27 gennaio 1841.

## Morte
Sher Singh fu assassinato da Ajit Singh Sandhawalia, che, dopo una parata militare e con la scusa di mostrargli una carabina, sparò al petto di Sher Singh. Ajit Singh Sandhawalia era stato wazir prima di Ranjit Singh, poi del fratello di Sher Singh, Kharak Singh, poi del figlio di Karak Singh, Nau Nihal, ognuno dei quali era morto poco dopo aver assunto la carica. Ajit Singh Sandhawalia fu anche wazir della vedova di Kharak Singh, Chand Kaur, che fungeva da reggente per il nascituro nipote, figlio di Nau Nihal.